# عاريات البذور البدائية
عاريات البذور البدائية (الاسم العلمي: †Progymnospermopsida) هي مجموعة منقرضة من النباتات الخشبية الحاملة للبوغ التي يفترض أنها تطورت من النباتات ثلاثية الأجزاء وفي النهاية أدت إلى ظهور عاريات البذور.

## التصنيف والتطور التفرعي
عاريات البذور البدائية هي مجموعة شبه عرقية من النباتات: